# Figurenuhr

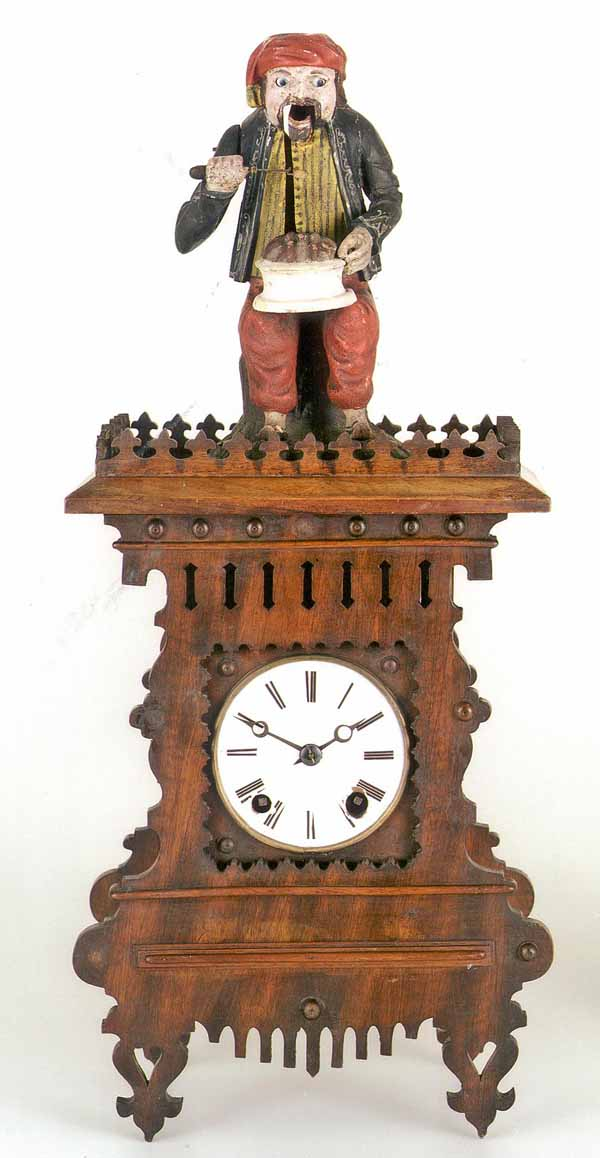
Figurenuhr Knödelfresser

Unter Figurenuhren versteht man Uhren, die mit einer Tier- oder Menschenfigur versehen sind, die parallel zum Stundenschlag eine Bewegung oder Ähnliches ausführen oder deren Augen sich im Sekundentakt bewegen. 

## Arten von Figurenuhren
Nach Ansicht des Führers durch das Kunsthistorische Museum Wien sind diese Art Uhren ein Vorläufer des selbstzweckhaften Automaten und ein Ahnherr der Automaten unserer Tage. Die wohl bekannteste Figurenuhr ist die Kuckucksuhr. Daneben entstanden auch andere, wie Knödelfresser, Wachteluhren, Augenwender-Uhren und solche, bei denen Figuren Glocken läuten.

## Funktion der Figurenuhr am Beispiel Kuckucksuhr
Bei einer Kuckucksuhr wird zusammen mit dem Stundenschlag der Vogel aus der Tür geschoben, und es ertönt der Kuckucksruf. Der Kuckucksruf wird durch zwei Pfeifen mit Blasebälgen erzeugt. Nach demselben Grundprinzip funktionieren Uhren mit Wachtelruf, oft findet man auch Uhren, bei denen Kuckuck und Wachtel zusammen die Zeit ansagen.